# Seznam dílů seriálu Posedlý pomstou
Toto je seznam dílů seriálu Posedlý pomstou. Francouzsko-americký dramatický televizní seriál Posedlý pomstou vysílala stanice NBC od 27. února 2017 do 30. června 2018.

## Přehled řad
| Řada | Díly | Premiéra v USA | Premiéra v USA  |
| Řada | Díly | První díl      | Poslední díl    |
| ---- | ---- | -------------- | --------------- |
| 1    | 10   | 27. února 2017 | 1. května 2017  |
| 2    | 16   | 12. ledna 2018 | 30. června 2018 |

## Seznam dílů

### První řada (2017)
| Č. v seriálu | Č. v řadě | Původní název     | Režie          | Scénář                            | Premiéra v USA  |
| ------------ | --------- | ----------------- | -------------- | --------------------------------- | --------------- |
| 1            | 1         | Pilot             | Alex Graves    | Alexander Cary                    | 27. února 2017  |
| 2            | 2         | Ready             | Michael Offer  | Alexander Cary a Joe Loya         | 6. března 2017  |
| 3            | 3         | Off Side          | Tim Matheson   | Anthony Swofford a Wendy West     | 13. března 2017 |
| 4            | 4         | Mattie G          | Romeo Tirone   | Marjorie David                    | 20. března 2017 |
| 5            | 5         | A Clockwork Swiss | Clark Johnson  | Jordan Hawley                     | 27. března 2017 |
| 6            | 6         | Hail Mary         | Lexi Alexander | Mike Daniels                      | 3. dubna 2017   |
| 7            | 7         | Solo              | Elodie Keene   | Alexander Cary a Anthony Swofford | 10. dubna 2017  |
| 8            | 8         | Leah              | Bill Johnson   | Wendy West                        | 17. dubna 2017  |
| 9            | 9         | Gone              | Romeo Tirone   | Jordan Hawley a Joe Loya          | 24. dubna 2017  |
| 10           | 10        | I Surrender       | Holly Dale     | Marjorie David a Mike Daniels     | 1. května 2017  |

### Druhá řada (2018)
| Č. v seriálu | Č. v řadě | Původní název   | Režie              | Scénář                                                                       | Premiéra v USA  |
| ------------ | --------- | --------------- | ------------------ | ---------------------------------------------------------------------------- | --------------- |
| 11           | 1         | S.E.R.E.        | Romeo Tirone       | Greg Plageman a Tony Camerino                                                | 12. ledna 2018  |
| 12           | 2         | Quarry          | Stephen Kay        | Erik Mountain                                                                | 19. ledna 2018  |
| 13           | 3         | Hammurabi       | Lukas Ettlin       | Zak Schwartz                                                                 | 26. ledna 2018  |
| 14           | 4         | OPSEC           | Sarah Pia Anderson | Aaron Carew                                                                  | 2. února 2018   |
| 15           | 5         | Absalom         | Romeo Tirone       | Erik Mountain                                                                | 2. března 2018  |
| 16           | 6         | Charm School    | Michael Nankin     | Karen Wyscarver a Sanford Golden                                             | 9. března 2018  |
| 17           | 7         | Invitation Only | T.J. Scott         | Andy Callahan                                                                | 16. března 2018 |
| 18           | 8         | Strelochnik     | Elodie Keene       | Tony Camerino                                                                | 23. března 2018 |
| 19           | 9         | Verum Nocet     | Eduardo Sánchez    | Karen Wyscarver a Sanford Golden                                             | 30. března 2018 |
| 20           | 10        | All About Eve   | Scott Peters       | Brusta Brown a John Mitchell Todd                                            | 6. dubna 2018   |
| 21           | 11        | Password        | David Wellington   | Andy Callahan                                                                | 13. dubna 2018  |
| 22           | 12        | Imperium        | M.J. Bassett       | Brusta Brown a John Mitchell Todd                                            | 26. května 2018 |
| 23           | 13        | ACGT            | Bill Johnson       | Nicole Demasi                                                                | 2. června 2018  |
| 24           | 14        | Carapace        | Ruba Nadda         | Zak Schwartz                                                                 | 9. června 2018  |
| 25           | 15        | Render          | Edward Ornelas     | Erik Mountain                                                                | 23. června 2018 |
| 26           | 16        | Viceroy         | Chris Fisher       | námět: Greg Plageman scénář: Greg Plageman, Karen Wyscarver a Sanford Golden | 30. června 2018 |